# National Inventors Hall of Fame
O National Inventors Hall of Fame (NIHF) é uma organização sem fins lucrativos dedicada ao reconhecimento, honraria e encorajamento da invenção e do espírito criativo através da administração de seus programas. O Hall of Fame honorifica os homens e mulheres responsáveis pelos grandes avanços tecnológicos que possibilitaram o progresso humano, social e econômico. 
Foi fundado em 1975, por iniciativa de H. Hume Mathews, na época diretor do National Council of Patent Law Associations (atualmente denominado National Council of Intellectual Property Law Associations). No ano seguinte o Escritório Estadunidense de Patentes e Marcas (U.S. Patent and Trademark Office) tornou-se co-financiador do NIHF.